# Skórzec (gmina w województwie białostockim)
Skórzec (ros. Шкурецкая волость, lit. Skužeco valsčius) – dawna gmina wiejska istniejąca w latach 1861–1934 na Białostocczyźnie. Siedzibą gminy był  Skórzec.

## Imperium Rosyjskie
Gmina zbiorowa Skórzec powstała w wyniku reformy struktur administracyjnych państwa rosyjskiego w 1861 roku. Była częścią powiatu bielskiego należącego (od 1843) do guberni grodzieńskiej. W 1890 roku gmina Skórzec obejmowała 76 miejscowości i zamieszkiwało ją 5537 osób.
11 czerwca 1892 wszedł w życie nowy statut miejski, który ograniczył samorządność miejską, a na mocy którego wiele miast guberni grodzieńskiej zamieniono w miasteczka. Zdegradowane miasto Ciechanowiec podległo w następstwie statutu z czasem administracji gminy Skórzec.

## I wojna światowa
Podczas I wojny światowej gmina wraz z powiatem bielskim należała do okupowanego przez Niemcy Ober-Ostu (w okręgu Białystok), gdzie znacznie zmieniono granice oraz podział administracyjny powiatu bielskiego. Spośród jego 15 gmin, zachowano 9 i zniesiono 6, ponadto utworzono 10 nowych; zmieniły się też granice gmin. W odniesieniu do gminy Skórzec:
- północno-zachodnią część gminy Skórzec włączono do nowej gminy Rudka,
- południową część gminy Skórzec włączono do gminy Narojki,
- południowo-zachodni fragment gminy Skórzec włączono do gminy Grodzisk,
- do gminy Skórzec włączono fragment gminy Grodzisk (Pobikry).

Podział ten w dużej mierze zachowano, kiedy powiat bielski przeszedł w sierpniu 1919 pod administrację polską.

## II Rzeczpospolita
W okresie międzywojennym gmina Skórzec należała do powiatu bielskiego w nowo utworzonym województwie białostockim.
22 października 1919 z północnej części gminy Skórzec wyodrębniono miasteczko Ciechanowiec, któremu przywrócono status miasta.
Według Powszechnego Spisu Ludności z 1921 roku gminę Skórzec zamieszkiwało 9.669 osób, wśród których 9.420 było wyznania rzymskokatolickiego, 169 prawosławnego, 1 ewangelickiego a 79 mojżeszowego. Jednocześnie 9.611 mieszkańców zadeklarowało polską przynależność narodową, 44 białoruską, 1 żydowską, 12 rosyjską a 1 fińską. Było tu 1.572 budynków mieszkalnych.
16 października 1933 gminę Skórzec podzielono na 42 gromady: Antonin, Bogusze Stare, Borzymy, Bujenka, Czarkówka Duża, Głęboczek, Granne, Kobyla, Kosiorki, Koski-Wypychy, Krakówki-Włodki, Krynki-Miklasy, Kułaki, Leszczka Duża, Leszczka Mała, Leśniki, Malec, Miodusy-Dworaki, Miodusy-Inochy, Miodusy-Pokrzywne, Moczydły, Osnówka, Pełch, Perlejewo, Pobikry, Poniaty, Przybyszyn, Radziszewo-Króle, Radziszewo-Sobiechowo, Skórzec, Trzaski, Twarogi Lackie, Twarogi-Trąbnica, Twarogi-Wypychy, Tworkowice, Winna-Chroły, Winna-Poświętna, Winna-Wypychy, Wojtkowice Stare, Wojtkowice-Dady, Wojtkowice-Glinna, Zadobrze i Żale.
Gminę Skórzec zniesiono z dniem 1 października 1934, a jej obszar wszedł w skład:
- nowej gminy Ciechanowiec – gromady Antonin, Borzymy, Bujenka, Czarkówka Duża, Głęboczek, Granne, Kobyla, Kosiorki, Krynki-Miklasy, Kułaki, Leszczka Duża, Leszczka Mała, Leśniki, Malec, Miodusy-Pokrzywne, Moczydły, Pełch, Perlejewo, Pobikry, Poniaty, Przybyszyn, Radziszewo-Króle, Radziszewo-Sobiechowo, Skórzec, Trzaski, Twarogi Lackie, Twarogi-Trąbnica, Twarogi-Wypychy, Tworkowice, Winna-Chroły, Winna-Poświętna, Winna-Wypychy, Wojtkowice Stare, Wojtkowice-Dady, Wojtkowice-Glinna i Zadobrze,
- nowej gminy Drohiczyn – gromady Koski-Wypychy, Miodusy-Dworaki, Miodusy-Inochy i Osnówka,
- gminy Grodzisk – gromady  Bogusze Stare, Krakówki-Włodki i Żale.